# Ото Дитрих
Ото Дитрих (31. август 1897 — 22. новембар 1952) је био шеф за штампу Трећег рајха и Хитлеров повереник. На Нирнбершком процесу био је оптужен за злочин против човечности и за чланство у злочиначкој организацији СС, због чега је осуђен на затворску казну од 7 година.
Након завршетка Првог светског рата, у коме је одликован Гвозденим крстом (првог реда), Ото Дитрих је похађао универзитете у Минхену, Франкфурту на Мајни и Фрајбургу, где је 1921. године дипломирао са докторатом из политичких наука.
Подржавао је Наци идеологију и постао члан НСДАП (Наци партија) скоро одмах након оснивања 1919. године. 1. августа 1931. године постављен је за шефа штампе НСДАП, да би се већ следеће године прикључио СС-у. До 1941. године успео је да дође до чина SS-Obergruppenführer (еквивалент Генерал-пуковник).
Његов посао као шефа за штампу Трећег рајха често се преклапао са Гебелсовим министарством пропаганде, што је доводило до великих несугласица између њих. И Дитрих и Јозеф Гебелс су били познати по томе што су увек имали потребе да исправе један другог.
Ото Дитрих је задржао поверење Хитлера све до пред крај рата, када га је Хитлер отпустио са места шефа за штампу. Без обзира колико је било Хитлерово поверење, због тајности у рату, Дитрих, који није био у Хитлеровом ужем кругу често није знао место пребивалишта Адолф Хитлера. Током одслужења затворске казне Ото Дитрих је написао књигу Хитлер кога сам познавао, оштро критикујући лично Хитлера и снажно осуђивао извршене злочине у име Нацизма. Умро је 22. новембра 1952. године у 55. години, након одслужења затворске казне у Ландсберг затвору.